# 東京工科大学工学部
東京工科大学工学部（とうきょうこうかだいがくこうがくぶ）は、東京工科大学に設置されている学部の一つ。

## 概要
東京工科大学工学部は、これまでの科学技術とは根本的に発想の異なる新しい技術の開発をめざして、2015年4月に誕生した工学部である。1986年設立の東京工科大学工学部（1986年-2003年、電子工学科、機械制御工学科、情報工学科）とは全く別の学部と位置付けている。
東京工科大学工学部は、従来の工学分野をベースとしながら、「サステイナブル工学」の概念を採り入れ、21世紀に相応しい知識と技術を身につけた人材育成を目指している。
その教育の特徴の一つとして、「コーオプ教育  」(  Cooperative Education)がある。
「コーオプ教育」(Cooperative Education)とは、学内の授業と学外での就労経験型学修を組み合わせた教育プログラムのことで、発祥の地とされる北米や欧州では盛んに実施されている制度である。学生は一定期間、企業で働くことで、就業経験と報酬、大学の単位を手にすることができ、実践力や総合的な社会人基礎力など、従来型のカリキュラムだけでは修得しにくい能力を身につけることが期待されている。
東京工科大学工学部では、この「コーオプ教育」を「単位認定される正規授業」として日本でいち早く導入している。
また、「サステイナブル工学」の教育を重視し、資源リサイクルや環境保全、省エネルギーにつながる技術、安全や安心の向上や医療・健康に役立つ技術、経済性とその評価に関連する技術などを追究していく。
学生たちの語学力を向上させる為に「グローバル工学教育」を用意し、学生が豊かな教養と語学力を養う教養科目、工業技術英語を学ぶ授業「工学英語」、英語テキストで学ぶ専門科目を用意している。

## 沿革
- 2015年 工学部（機械工学科、電気電子工学科、応用化学科）を開設。

- 2019年 大学院工学研究科サステイナブル工学専攻（博士前期課程・博士後期課程）を開設。

## 学部組織
工学部
- 機械工学科
- 電気電子工学科
- 応用化学科